# Gaswerk Göggingen

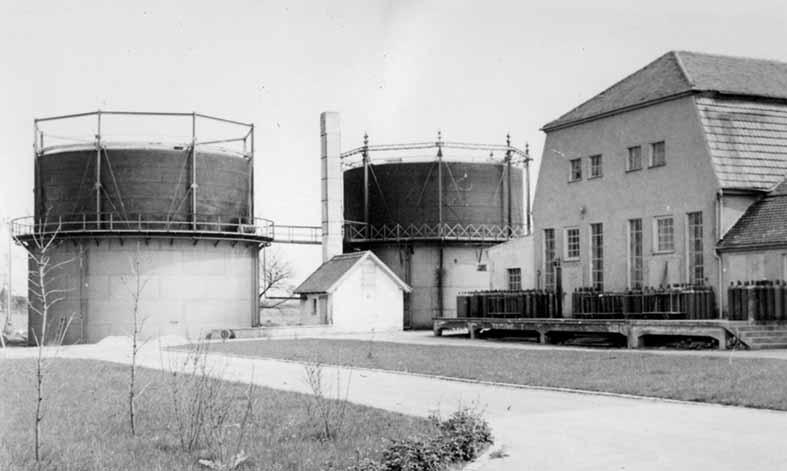
Gaswerk Göggingen (um 1955)

Das Gaswerk Göggingen ging 1911 in Betrieb und diente bis 1951 zur Erzeugung von Stadtgas aus Steinkohle für die damals noch eigenständige Gemeinde Göggingen (1972 nach Augsburg eingemeindet). Später wurden die technischen Anlagen des Gaswerks zurückgebaut und auf dem Gelände das Hauptverwaltungsgebäude von Erdgas Schwaben (seit 2022 Energie Schwaben) errichtet.

## Geschichte
1910 schloss der Gögginger Magistrat einen Vertrag über die Errichtung eines Steinkohlengaswerks mit dem Frankfurter Ingenieur Friedrich Wilhelm Heil, der im Auftrag der Berlin-Anhaltischen Maschinenbau AG (BAMAG) handelte. Der Bau des Gaswerks begann im August 1911 und im Dezember des gleichen Jahres konnte bereits der Betrieb aufgenommen werden. Noch vor Inbetriebnahme wurde der Vertrag mit allen Rechten und Pflichten von der BAMAG an die Aktiengesellschaft Vereinigte Gaswerke Augsburg übertragen, die sich im Besitz von August Riedinger befand. Die Betriebsführung der Vereinigten Gaswerke Augsburg übernahm 1935 die Münchner Aktiengesellschaft für Licht- und Kraftversorgung (LUK). 1952 kam es schließlich zur vollständigen Übernahme.
Die Gasproduktion wurde am 1. September 1951 eingestellt, als der Gasbezug vom Gaswerk Oberhausen aus begann. 1956 ging eine Propangas-Abfüllanlage in Betrieb und die Umstellung auf Erdgas erfolgte ab Frühjahr 1964. Mitte der 1970er Jahre wurde die Gasbehälter zurückgebaut. 1985 errichtete Erdgas Schwaben am Standort des ehemaligen Gaswerks als Hauptsitz des Unternehmens ein modernes Verwaltungsgebäude.